# Christian Kracht

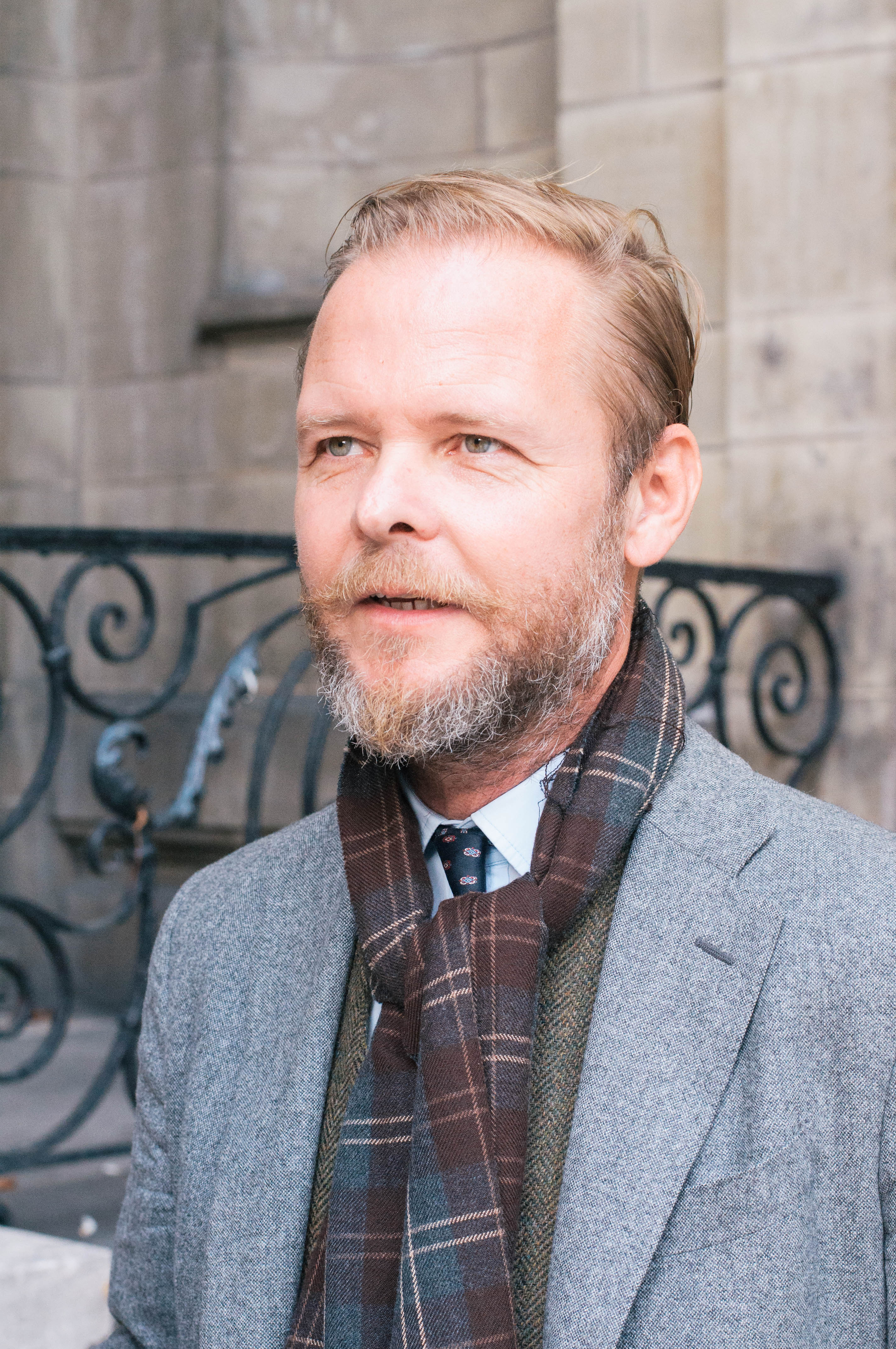
Christian Kracht, 2015.

Christian Kracht (Saanen, 29 december 1966) is een (Duitstalig) Zwitsers schrijver en journalist.

## Leven en werk
Kracht werd geboren als zoon van een directeur van multinational-uitgever Axel Springer AG. Hij studeerde in Zwitserland, Duitsland, Canada en de Verenigde Staten. Kracht is getrouwd met regisseur Frauke Finsterwalder en woont tegenwoordig in Florence en Afrika.
In de jaren negentig werkte Kracht als journalist, onder meer voor Der Spiegel. Midden jaren negentig werd hij correspondent in India, ging wonen in Bangkok en schreef een serie veelgeprezen reisartikelen voor het dagblad Welt am Sonntag, later gebundeld in Der Gelbe Bleistift (2000). Van 2004 tot 2006 voerde hij samen met Eckhart Nickel vanuit Kathmandu de redactie van het literatuurtijdschrift Der Freund.
Krachts eerste roman, Faserland (1995), wordt gezien als een sleutelwerk in de Duitse golf van "popliteratuur", die toen opgang maakte, en heeft duidelijk parallellen met het werk van Bret Easton Ellis. Belangrijke thema’s zijn de hedendaagse consumentencultuur, de teloorgang van de zogenaamd harmonieuze naoorlogse "middleclass society", en de individuele en nationale identiteitscrises.
Internationale bekendheid verwierf Kracht met zijn roman 1979 (2001), die werd gezien als de zwanenzang van het popliteratuurgenre. Het toont het fragiele en decadente karakter van het Westerse waardesysteem en zijn onmacht tegen Oosterse totalitaire modellen zoals de islam. Het boek trok veel aandacht, met name ook omdat het vrijwel gelijktijdig gepubliceerd werd met de aanslagen op 11 september 2001. Een toneelversie van 1979 had in 2004-2010 internationaal groot succes.
Kracht handhaafde zijn naam als literator met de romans Metan (2007, over een expeditie op de Kilimanjaro) en Ich werde hier sein im Sonnenschein und im Schatten (2008), dat in 2010 door de Arbeiderspers werd uitgegeven als Ik zal hier zijn bij zonneschijn en schaduw (vert. Hans Hom). Deze roman beschrijft hoe de toekomst van ons verleden eruit zou hebben gezien als Lenin de eerste Sovjetrepubliek niet in Rusland maar in Zwitserland zou hebben gesticht. De Zwitserse Sovjetrepubliek is in het boek van Kracht al generaties lang verwikkeld in een oorlog met fascistisch Engeland en Duitsland.
Voor zijn vierde roman Imperium (2012) ontving Kracht zowel de Kulturpreis van het Kanton Bern als de Wilhelm-Raabe-Preis. Bij de uitreiking van de Wilhelm-Raabe-Preis werd het boek geroemd als 'een schets van een grotesk wereldbeeld van de twintigste eeuw'. Een jaar later ontving hij de Preis der deutschen Filmkritik in de categorie "beste scenario" voor de film Finsterworld (2013), geregisseerd door Frauke Finsterwalder.
In 2016 verscheen Krachts roman Die Toten, een fictieve geschiedenis over een Zwitserse regisseur en een ministerieel beambte uit Japan, die zich in de jaren dertig van de twintigste eeuw inzetten voor een samenwerking op filmgebied. Het boek werd in hetzelfde jaar nog onderscheiden met de Schweizer Buchpreis en de Hermann-Hesse-Preis.
Kracht geldt in de Duitstalige literaire wereld als een controversiële persoon. Doorgaans presenteert hij zich als een ironische, kosmopolitische dandy (hij deed bijvoorbeeld mee aan een reclamecampagne voor kleding van Peek en Cloppenburg) en schrikt niet terug voor gepeperde uitspraken over de Taliban, Noord-Korea en actuele maatschappelijke ontwikkelingen, op een wijze die critici wel als ‘nieuwrechts’ betitelen.

## Noot
1. ↑  In een recensie van de roman Imperium uit 2012 noemt Georg Diez in Der Spiegel Kracht de Celine zijn generatie. Het werk zou zijn "doordrenkt van een racistisch wereldbeeld." Jan Küveler weerspreekt dit in Die Welt: "De meeste citaten van Dietz zijn volgens hem het beste bewijs voor Krachts gevoel van humor." Felicitas von Lovenberg noemt dit in haar artikel 'Kein Skandal um Christian Kracht' in de Frankfurter Allgemeine Zeitung "een poging om een nieuw literair werk door een niet literaire lezing te vernietigen."
2. ↑  Er verscheen in 2014 een Nederlandse vertaling bij uitgeverij Leesmagazijn. . Gearchiveerd op 2 april 2023.
3. ↑  (de)  'Preis der deutschen Filmkritik 2013', op vdfk.de, geraadpleegd 11 augustus 2024.

- Bibsys: 90938408
- Bibliothèque nationale de France: cb14418446z (data)
- Catàleg d'autoritats de noms i títols de Catalunya: 981058509057806706
- CiNii: DA10318196
- Gemeinsame Normdatei: 120013428
- International Standard Name Identifier: 0000 0001 0927 2625
- Library of Congress Control Number: n96050511
- Nationale Bibliotheek van Letland: 000041941
- MusicBrainz: ed21c2fa-5297-42cf-964e-c05b8a745a55
- Bibliotheek van het Japanse parlement: 00528866
- Nationale Bibliotheek van Tsjechië: xx0087625
- Nationale Bibliotheek van Israël: 987007311776905171
- Nationale Bibliotheek van Polen: a0000002524137
- Nationale en Universitaire bibliotheek Zagreb: 000526853
- Nederlandse Thesaurus van Auteursnamen: 134448588
- Istituto Centrale per il Catalogo Unico: TO0V169514
- LIBRIS: 398686
- Système universitaire de documentation: 059318589
- Virtual International Authority File: 95196395
- WorldCat: E39PBJkT6KrBFWPfWQqWwdjwG3